# Tomohiko Miyazaki
Tomohiko Miyazaki (født 21. november 1986) er en japansk fodboldspiller, som spiller for den japanske fodboldklub Júbilo Iwata.